# 1,1-二苯基乙烷
1,1-二苯基乙烷是一种有机化合物，化学式为C14H14，它是1,2-二苯基乙烷的同分异构体。它可由1,1-二苯基乙烯在钯催化下加氢得到。它和硝酸反应，可以得到1,1-二(4-硝基苯基)乙烷。